# Peloponnészosz (régió)
A Peloponnészosz régió (görögül Περιφέρεια Πελοποννήσου; újgörög akadémiai átírásban: Periféria Peloponíszu) Görögország 13 régiójának egyike. A régió a Peloponnészoszi-félszigeten fekszik, területe 15 490 km², népessége 650 310 (2005), népsűrűsége 42 fő/km². Székhelye Trípoli.

## Prefektúráiés székhelyük
- Árkádia (Αρκαδία),[3] székhelye:Trípoli (Τρίπολη);[4]
- Argolída (Αργολίδα),[5] székhelye: Argosz (Άργος);
- Korinthía (Κορινθία); székhelye: Korinthosz (Κόρινθος);[6]
- Lakonía (Λακωνία), székhelye: Spárta (Σπάρτη);[7]
- Meszinía (Μεσσηνία), székhelye: Kalamáta (Καλαμάτα).

## Külső hivatkozások
- Peloponnészosz régi önkormányzatának honlapja